# Бажин, Евгений Федорович
Евгений Федорович Бажин (1936-1995гг.) - советский и российский врач-психиатр, доктор медицинских наук.

## Биография
Родился в Ленинграде, окончил I Ленинградский медицинский институт им. И.П. Павлова. Работал врачом-психиатром, а затем заведующим отделением в Новгородской областной психиатрической больнице № 2(с. Подгорное Маловишерского района). В 1962 г. поступил в аспирантуру Ленинградского научно-исследовательского психоневрологического института им. В.М. Бехтерева, с которым была связана вся его последующая деятельность. В 1973 г. защитил докторскую диссертацию на тему "Сенсорные процессы при галлюцинировании и лечение терапевтически резистентных галлюцинаторных состояний".

## Значимые работы
- Клинико-аудиометрическое исследование слуховых галлюцинаций при некоторых психических заболеваниях. Автореф. дис. … канд. мед. наук. — М.: Московский НИИ психиатрии, 1967.  — 22 с.
- Сенсорные процессы при галлюцинировании и лечение терапевтически резистентных галлюцинаторных состтояний: Автореф. дис. … д-ра мед. наук. — Л., 1973. — 34 с.
- Атропиновые комы: монография. — Л.: Медицина, 1984. — 128 с.

Разработал оригинальный коматозный способ лечения хронических психических расстройств. Автор более 130 научных работ.